# جائزة أستراليا الكبرى للدراجات النارية 1990
جائزة أستراليا الكبرى للدراجات النارية 1990 هو سباق دراجات نارية أقيم بتاريخ 16 سبتمبر 1990 في حلبة الجائزة الكبرى بجزيرة فيليب. كان الجولة الخامسة عشر من أصل 15 في سباق الجائزة الكبرى للدراجات النارية موسم 1990. فاز الأسترالي واين غاردنر بفئة 500 سي سي بينما جاء الأسترالي ميك دوهان في المركز الثاني وحصل على المركز الثالث الأمريكي وين ريني.

## وصلات خارجية
- الموقع الرسمي